# The Egyptian Mummy
The Egyptian Mummy è un cortometraggio muto del 1913 diretto da Pat Hartigan e interpretato da Ruth Roland.
L'anno seguente, la Vitagraph fece uscire un film dallo stesso titolo, The Egyptian Mummy con Constance Talmadge.

## Trama
Il professor Howe, un egittologo che sta aspettando l'arrivo della mummia di Ramesse III, si dimostra contrario al fidanzamento della figlia con il giovane Dick. Quest'ultimo, allora, intercetta il sarcofago al suo arrivo e, mascherato da mummia, vi si nasconde dentro. Quando Howe apre la cassa, una voce cavernosa gli intima di lasciare che la figlia sposi chi vuole lei.

## Produzione
Il film fu prodotto dalla Kalem Company.

## Distribuzione
Distribuito dalla General Film Company, il film - un cortometraggio di 150 metri - uscì nelle sale cinematografiche statunitensi il 23 maggio 1913. Nelle proiezioni, veniva programmato con il sistema dello split reel, accorpato in un'unica bobina con un altro cortometraggio prodotto dalla Kalem, la commedia The Black Hand.